# Chinhoyi
Chinhoyi er en by i den nordlige del af Zimbabwe, med et indbyggertal (pr. 2002) på cirka 57.000. Byens ligger 120 kilometer nord for hovedstaden Harare, og er hovedstad i Makonde-distriktet.
17°22′S 30°12′Ø / 17.367°S 30.200°Ø